# Steinbier

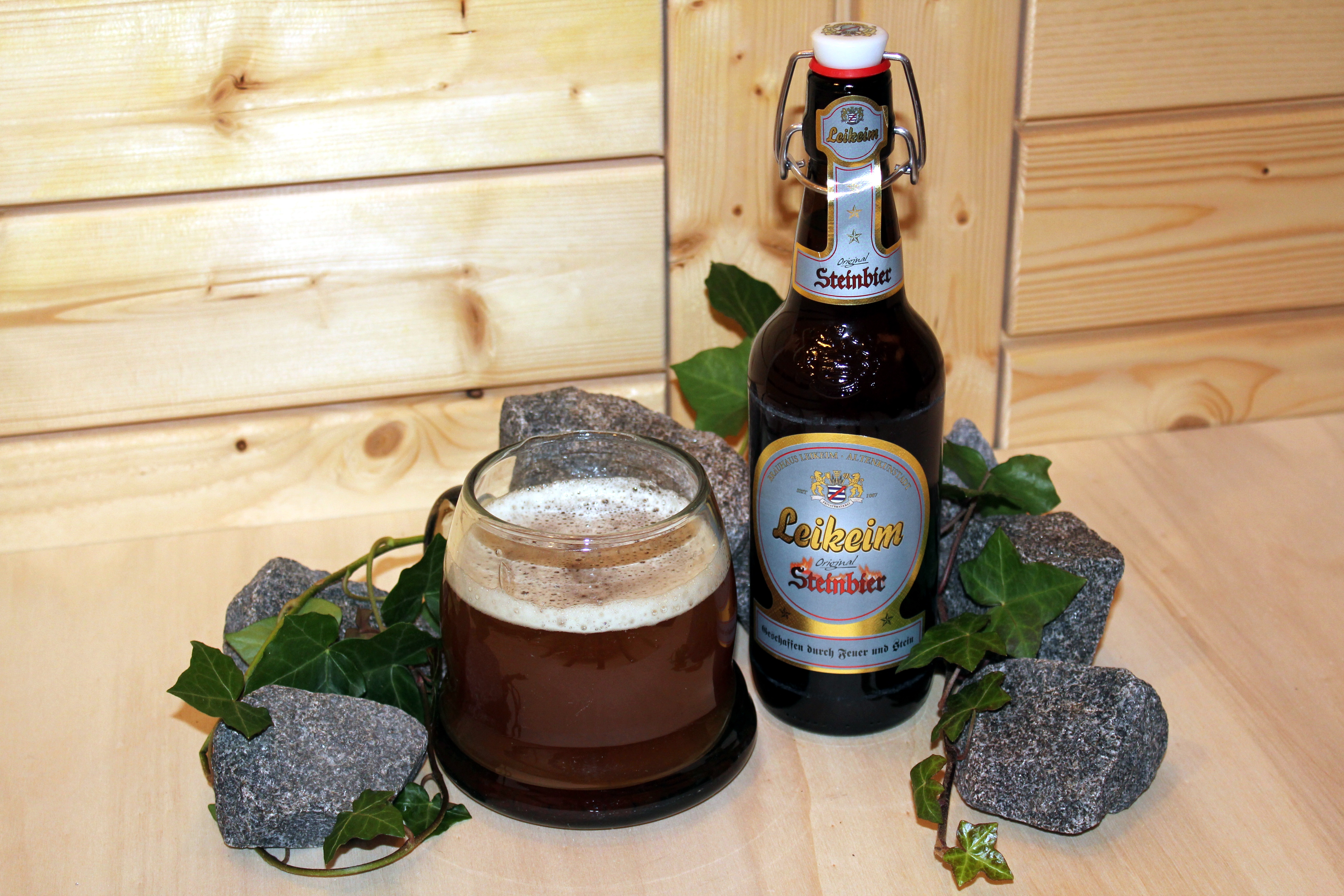

Steinbier ([ˈʃtɑ͜ɪnˌbiːʁ]; Duits voor "steenbier") is een biersoort die in Karinthië tot het begin van het 20e eeuw bekend was en ook in Franken, Zuidwest-Duitsland en Scandinavië gebrouwen werd.
Steinbier werd niet in een brouwketel gekookt, maar in kuipen. De benaming slaat op stenen die over open vuur heet werden gemaakt en in de kuipen werden gedaan om op die manier de kooktemperatuur te bereiken. Het contact van het wort met de gloeiend hete stenen gaf het bier smaak van karamel en roet. Dit was een traditioneel brouwproces, bovengistende gist en fruitige esters waren gemeengoed. Men richtte zich niet op de bewaarbaarheid van het bier, en het werd ook niet gefilterd.